# Tirivolo
Tirivolo è un villaggio turistico montano della Sila Piccola. Il villaggio è una frazione del comune di Zagarise paese della Provincia di Catanzaro.
Da recenti studi  è risultato il luogo con l’aria più pulita e pura dell’intera Europa.

## Storia
Tirivolo nasce negli anni '30 del secolo scorso, come villaggio di sosta ed accampamento per gli operai delle industrie boschive (specie tedesche) e per i carbonai. Nei decenni successivi al dopoguerra il villaggio venne riconvertito in stazione turistica, ristrutturando sia il grande capanno centrale, che tutti i villini in legno. L'idea della riconversione venne alla famiglia Grechi, gestore del villaggio, che intuì subito l'alto valore paesaggistico della zona che poteva richiamare gli amanti del turismo naturalistico.
Il Villaggio si trova nell'alta valle del Tacina, area forestale tra le più pregiate della Sila. La zona era particolarmente fitta e formata da numerosi alberi secolari di pino laricio, faggio e abete bianco che purtroppo vennero tagliati in massa tra la fine dell'800 e i primi decenni del '900. Il villaggio fa parte del complesso turistico della Sila Piccola, comprendente Villaggio Mancuso, Villaggio Racise, Buturo, Cutura, Pantane e Monaco.

## Caratteristiche
Sito nelle vicinanze del Monte Gariglione la principale vetta della Sila Piccola, Tirivolo è un villaggio formato da villini in legno ed un grande capanno sempre in legno, riconvertito in dépendance. All'interno del villaggio si possono praticare escursioni a cavallo, trekking, o in mountain bike. Il villaggio ospita anche il primo Parco avventura realizzato sull'altipiano calabrese e dista alcuni chilometri dalla Riserva naturale del Gariglione.